# 4000-й рік (роман)
«4000-й рік» (словен. 4000) — антиутопічний сатиричний роман, написаний у 1891 році, в часи напруженої політичної міжусобиці між т. зв. кліриками-священнослужителями та ліберали на словенських землях Австро-Угорщини.
Назва роману відсилає до 4000 року нашої ери. Тавчар описує, якою стала б Словенія, якби були реалізовані всі плани політичної партії кліриків. Розповідається про блаженного Антона Кальського. Кліриків очолює найконсервативніший лідер тодішніх католиків — Антон Магнич.
Роман Тавкара — це зріле входження до утопічно-сатиричних творів, опублікованих ліберальною партією: Археологічна лекція та «5000» анонімних авторів, а також «Абадон» (казка для людей похилого віку, написана Янезом Немцігреном) Янеза Немцігрена.

## Стислий сюжет
Описується 4000 рік. З'являється янгол Азраель наближається й пробуджує словенського ліберала, який помер 2000 років тому. «Вставай!» Ліберал встає. Термін покарання завершився. «Дві тисячі років ти лежиш у землі без життя та свідомості. І це здавалося для Творця відповідним покаранням за вашу впевненість у собі, яку ви мали раніше».
Вони звертають погляд на Любляну. Він був оточений високиммуром, а за муром я навряд чи міг порахувати церковні вежі. ... «Це місто — Емона, і єдина історія, про яку ми знаємо, — це те, що воно завжди було місцем знаменитих єпископів». Так. Емона. Також Словенію вже не називають Словенією, а «провінційним номером Папи Л II»
Вони представлені рядом нерозумних звичок та правил минулого відвідувача.
Через гріховне кохання його автора (роман написаний від першої особи) разом з другою половиною спалюють в кущах. Приємно потрапити у вічний морок, в якому його приймає янгол Азраель.